# Eurovision Song Contest 2003
Der 48. Eurovision Song Contest fand am 24. Mai 2003 in der lettischen Hauptstadt Riga statt. Der Abend in der Skonto Arena wurde von Vorjahresgewinnerin Marie N und Renārs Kaupers, dem lettischen Leadsänger der Gruppe Brainstorm vom Eurovision Song Contest 2000, moderiert. Als Favoriten galten im Vorfeld die Beiträge aus Spanien, Schweden, der Türkei, Island und Russland, das mit dem Duo t.A.T.u. international erfolgreiche Superstars zum Wettbewerb sendete. Den Wettbewerb gewann die türkische Sängerin Sertab Erener mit ihrem selbst geschriebenem Lied Everyway that I Can. Es war der erste Sieg für die Türkei beim Eurovision Song Contest.

## Austragungsort
Die Städte Ventspils, Jūrmala und die lettische Hauptstadt Riga bewarben sich um die Austragung. Ventspils bewarb sich mit dem Ventspils Olympic Center. Der Bürgermeisters der Stadt, Aivars Lembergs, bot an, während der Veranstaltungswoche bis zu 8.000 Gäste in zwei Kreuzfahrtfähren unterzubringen. Der Stadtrat von Jūrmala stellte eine Austragung in der Dzintaru koncertzāle in Aussicht. Eine Zusage wäre mit einer Erweiterung und Modernisierung der Anlage und der umgebenden Infrastruktur verbunden gewesen. Die öffentlich-rechtliche Fernsehgesellschaft Latvijas Televīzija (LTV) wählte die Städte Riga und Ventspils für die zweite Runde des Auswahlprozesses aus. Am 15. Juni 2002 verkündeten die Europäische Rundfunkunion (EBU) und LTV, dass Riga den Wettbewerb in der Skonto-Halle austragen wird.
| Stadt     | Austragungsort                          | Max. Kapazität (bei Konzerten) |
| --------- | --------------------------------------- | ------------------------------ |
| Jūrmala   | Dzintaru koncertzāle                    | 2.024                          |
| Riga      | Mežaparka Lielā estrāde                 | 70.000                         |
| Riga      | Skonto-Halle                            | 6.500                          |
| Riga      | Ķīpsala International Exhibition Centre | 3.500–6.500                    |
| Ventspils | Ventspils Olympic Center                | 4.500                          |

## Besonderheiten

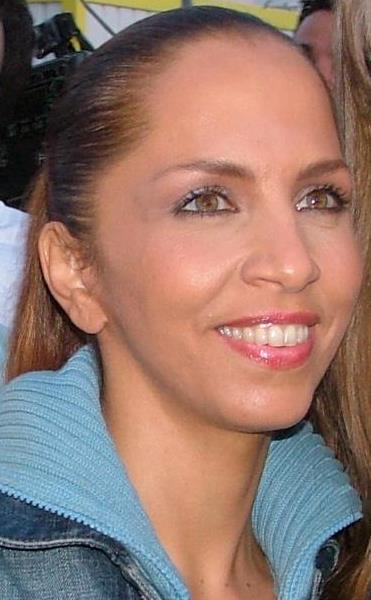
Interpretin des Siegertitels, Sertab Erener im Jahre 2004

Der österreichische Teilnehmer Alf Poier, ein steirischer Kabarettist, sorgte in der Probewoche in Riga für Aufsehen. Er hielt die Fangemeinde des Wettbewerbs für humorlos und zu ernst und versuchte sie lächerlich zu machen. Am Ende bekam Weil der Mensch zählt den sechsten Platz, Deutschlands Beitrag Let’s Get Happy (Musik: Ralph Siegel, Text: Bernd Meinunger, Gesang: Lou) musste sich jedoch mit dem 12. Platz begnügen, punktgleich mit Irland.
Der irische Beitrag We’ve Got the World von Mickey Harte stand im Verdacht, ein Plagiat von Fly on the Wings of Love zu sein, das Gewinnerlied der Olsen Brothers 2000. Großbritannien, eines der bisher erfolgreichsten Länder, erhielt für seinen Beitrag Cry Baby des Duos Jemini keinen einzigen Punkt. In der schrittweisen Verlesung der Länderwertungen setzte sich zunächst Norwegen an die Spitze. Doch in weiterer Folge wechselten sich die Türkei und das nicht unter die Favoriten gereihte Belgien mehrfach an der Spitze ab, knapp verfolgt von Russland auf den Plätzen 2–3. Erst mit der allerletzten Wertung aus Slowenien stand der türkische Beitrag mit zwei Punkten Vorsprung vor Belgien und drei vor Russland als Sieger fest.
In diesem Jahr wurde der von einer Fanseite initiierte Barbara Dex Award zum siebten Mal vergeben. Mit diesen nicht ganz ernst zu nehmenden Preis soll das „schlechteste“ Outfit des Wettbewerbes ausgezeichnet werden. Die diesjährigen Gewinner waren t.A.T.u aus Russland: Sie traten in weißen T-Shirts mit der Aufschrift „1“ auf.
Dies war der letzte Wettbewerb, der an einem Abend stattfand. Die EBU gab bekannt, dass sie dem Wettbewerb eine Halbfinalshow hinzufügen würde, um der wachsenden Zahl interessierter Länder entgegenzukommen, die an dem Wettbewerb teilnehmen möchten und bei dem ein Abstiegssystem verwendet wurde, um zu bestimmen, welche Länder am Wettbewerb des folgenden Jahres teilnehmen würden.

## Teilnehmer

Teilnehmer 2003
Vormalige ESC-Teilnehmer

Mit 26 teilnehmenden Ländern stellte der Wettbewerb einen neuen Rekord auf. Niederlande, Polen, Irland, Island und Norwegen durften nach ihrem Aussetzen 2002 wieder am Wettbewerb teilnehmen.
Mazedonien, Finnland, Schweiz, Litauen und Dänemark mussten aufgrund des schlechten Abschneidens im vorhergehenden Jahr aussetzen. Portugal kehrte zum Wettbewerb nach dem freiwilligen Aussetzen im Jahr 2002 wieder zurück. Die Ukraine nahm zum ersten Mal teil. Albanien wollte zum ersten Mal teilnehmen, wurde aber von der EBU abgelehnt, da man mit der Ukraine nur einen Neuteilnehmer etablieren wollte.

### Wiederkehrende Interpreten
| Land      | Interpret     | Vorherige(s) Teilnahmejahr(e) |
| --------- | ------------- | ----------------------------- |
| Slowenien | Karmen Stavec | Begleitung: 1998              |

## Abstimmungsverfahren
Die meisten Teilnehmerländer beteiligen die Fernsehzuschauer mittels Televoting an der Punktevergabe. Bei technischen Problemen oder in jenen Ländern, in denen aufgrund des unzureichend ausgebauten Telefonnetzes kein Televoting durchgeführt werden konnte, vergab eine Jury die Punkte: 2003 war dies in Bosnien und Herzegowina, Irland und Russland der Fall.

### Kontroverse um die Punktevergabe aus Irland
Unmittelbar nach dem Eurovision Song Contest 2003 kam es in Russland zu Debatten um das Ergebnis. Am 29. Mai legte der staatliche russische Fernsehsender Perwy kanal eine offizielle Beschwerde bei der European Broadcasting Union ein. Laut dem Fernsehsender hätten t.A.T.u. aus einigen Ländern eine „unwahrscheinlich geringe Punktzahl“ erhalten. Explizit genannt wurden Großbritannien und Irland, die als einzige 0 Punkte für das russische Duo vergeben hatten. Tatsächlich stellte sich heraus, dass das in Irland durchgeführte Telefonvoting, welches eigentlich die Punktevergabe bestimmen sollte, nicht berücksichtigt wurde, und stattdessen die Punktevergabe durch eine Jury vorgenommen worden war. Als Begründung wurde genannt, dass nicht genügend Zeit zur Auswertung des Telefonvotings zur Verfügung gestanden habe, und deshalb das Voting der Jury herangezogen worden war. Später wurde bekannt, dass t.A.T.u. unter Berücksichtigung des Telefonvotings aus Irland ebenfalls 0 Punkte erhalten hätten, Urban Trad aus Belgien allerdings gleichzeitig anstatt 10 lediglich 2 Punkte. t.A.T.u. wären damit auf dem zweiten Platz vor Urban Trad gelandet, am Sieg Sertab Ereners aus der Türkei hingegen hätte sich nichts geändert. Trotzdem war die Entscheidung der irischen Verantwortlichen korrekt und das Ergebnis damit nicht anfechtbar.

## Platzierungen
| Platz | Startnr. | Land                    | Interpret                             | Titel Musik (M) und Text (T)                                                                                     | Sprache                     | Übersetzung (Inoffiziell)             | Punkte |
| ----- | -------- | ----------------------- | ------------------------------------- | --- | --------------------------- | ------------------------------------- | ------ |
| 01.   | 04       | Türkei                  | Sertab Erener                         | Everyway that I Can M: Demir Demirkan, Sertab Erener; T: Demir Demirkan                                          | Englisch                    | In jeder nur möglichen Weise          | 167    |
| 02.   | 22       | Belgien                 | Urban Trad                            | Sanomi M/T: Yves Barbieux                                                                                        | Konstruierte Sprache        | –                                     | 165    |
| 03.   | 11       | Russland                | t.A.T.u. Тату                         | Ne Ver', Ne Boysia Не верь, не бойся M: Valeriy Polienko; T: Mars Lasar                                          | Russisch                    | Glaube nicht, hab keine Angst         | 164    |
| 04.   | 18       | Norwegen                | Jostein Hasselgård                    | I’m Not Afraid to Move On M/T: Arve Furset, VJ Strøm                                                             | Englisch                    | Ich habe keine Angst, weiter zu gehen | 123    |
| 05.   | 25       | Schweden                | Fame                                  | Give Me Your Love M/T: Carl Lösnitz, Calle Kindbom                                                               | Englisch                    | Gib mir deine Liebe                   | 107    |
| 06.   | 02       | Österreich              | Alf Poier                             | Weil der Mensch zählt M/T: Alf Poier                                                                             | Steirisch                   | –                                     | 101    |
| 07.   | 20       | Polen                   | Ich Troje                             | Keine Grenzen – Żadnych Granic M: André Franke; T: Joachim Horn-Bernges, Michał Krystian Wiśniewski, Jacek Łągwa | Deutsch, Polnisch, Russisch | –                                     | 090    |
| 08.   | 01       | Island                  | Birgitta                              | Open Your Heart M: Hallgrímur Óskarsson, Birgitta Haukdal Brynjarsdóttir; T: Hallgrímur Óskarsson                | Englisch                    | Öffne dein Herz                       | 081    |
| 08.   | 12       | Spanien                 | Beth                                  | Dime M/T: Jesús María Pérez, Amaya Martínez                                                                      | Spanisch                    | Sag mir                               | 081    |
| 10.   | 24       | Rumänien                | Nicola                                | Don’t Break My Heart M: Mihai Alexandru; T: Nicola                                                               | Englisch                    | Brich mein Herz nicht                 | 073    |
| 11.   | 03       | Irland                  | Mickey Harte                          | We’ve Got the World M/T: Martin Brannigan, Keith Molloy                                                          | Englisch                    | Uns gehört heute die Welt             | 053    |
| 11.   | 10       | Deutschland             | Lou                                   | Let’s Get Happy M: Ralph Siegel; T: Bernd Meinunger                                                              | Englisch                    | Lasst uns glücklich werden            | 053    |
| 13.   | 14       | Niederlande             | Esther Hart                           | One More Night M/T: Tjeerd van Zanen, Alan Michael                                                               | Englisch                    | Noch eine Nacht                       | 045    |
| 14.   | 16       | Ukraine                 | Oleksandr Олександр                   | Hasta la vista M: Svika Pick; T: Mirit Shem Or                                                                   | Englisch a                  | Auf Wiedersehen                       | 030    |
| 15.   | 08       | Kroatien                | Claudia Beni                          | Više nisam tvoja M/T: Andrej Babić                                                                               | Kroatisch, Englisch         | Ich bin nicht mehr dein               | 029    |
| 16.   | 06       | Bosnien und Herzegowina | Mija Martina                          | Ne brini (Could It Be?) M: Ines Prajo; T: Arjana Kunštek                                                         | Kroatisch, Englisch         | Mach dir keine Sorgen (kann es sein?) | 027    |
| 17.   | 17       | Griechenland            | Mando Μαντώ                           | Never Let You Go M: Mando; T: Teri Siganos                                                                       | Englisch                    | Dich niemals gehen lassen             | 025    |
| 18.   | 19       | Frankreich              | Louisa Baïleche                       | Monts et merveilles M/T: Hocine Hallaf                                                                           | Französisch                 | Das Blaue vom Himmel                  | 019    |
| 19.   | 13       | Israel                  | Lior Narkis ליאור נרקיס               | Milim La'Ahava (Words For Love) (מילים לאהבה (Words For Love)) M: Yoni Ro`en; T: Yossi Gispan                    | Hebräisch, Englisch b       | Worte der Liebe                       | 017    |
| 20.   | 09       | Zypern                  | Stelios Konstantas Στέλιος Κωνσταντάς | Feeling Alive M/T: Stelios Konstantas                                                                            | Englisch                    | Ich fühle mich lebendig               | 015    |
| 21.   | 23       | Estland                 | Ruffus                                | Eighties Coming Back M/T: Vaiko Eplik                                                                            | Englisch                    | Die Achtziger kehren zurück           | 014    |
| 22.   | 07       | Portugal                | Rita Guerra                           | Deixa-me sonhar (Só mais uma vez) M/T: Paulo Martins                                                             | Portugiesisch, Englisch     | Lass mich träumen (nur noch einmal)   | 013    |
| 23.   | 26       | Slowenien               | Karmen                                | Nanana M: Martin Štibernik; T: Karmen Stavec                                                                     | Englisch                    | Na na na                              | 007    |
| 24.   | 21       | Lettland                | F.L.Y.                                | Hello from Mars M/T: Mārtiņš Freimanis, Lauris Reiniks                                                           | Englisch                    | Hallo vom Mars                        | 005    |
| 25.   | 05       | Malta                   | Lynn Chircop                          | To Dream Again M: Alfred Zammit; T: Cynthia Sammut                                                               | Englisch                    | Wieder zu träumen                     | 004    |
| 26.   | 15       | Vereinigtes Königreich  | Jemini                                | Cry Baby M/T: Martin Isherwood                                                                                   | Englisch                    | Weine, Liebling                       | 000    |

Der Sieger und die grün markierten Länder waren im folgenden Jahr automatisch für das Finale qualifiziert.

### Punktevergabe

Karte der Punktevergabe für den Siegertitel aus der Türkei nach Ländern

| Land | Abstimmungsergebnisse | Abstimmungsergebnisse | Abstimmungsergebnisse | Abstimmungsergebnisse | Abstimmungsergebnisse | Abstimmungsergebnisse | Abstimmungsergebnisse | Abstimmungsergebnisse | Abstimmungsergebnisse | Abstimmungsergebnisse | Abstimmungsergebnisse | Abstimmungsergebnisse | Abstimmungsergebnisse | Abstimmungsergebnisse | Abstimmungsergebnisse | Abstimmungsergebnisse | Abstimmungsergebnisse | Abstimmungsergebnisse | Abstimmungsergebnisse | Abstimmungsergebnisse | Abstimmungsergebnisse | Abstimmungsergebnisse | Abstimmungsergebnisse | Abstimmungsergebnisse | Abstimmungsergebnisse | Abstimmungsergebnisse | Abstimmungsergebnisse | Abstimmungsergebnisse |
| Land | Punkte                | IS                    | AT                    | IE                    | TR                    | MT                    | BA                    | PT                    | HR                    | CY                    | DE                    | RU                    | ES                    | IL                    | NL                    | UK                    | UA                    | GR                    | NO                    | FR                    | PL                    | LV                    | BE                    | EE                    | RO                    | SE                    | SI                    | Votings               |
| --- | --------------------- | --------------------- | --------------------- | --------------------- | --------------------- | --------------------- | --------------------- | --------------------- | --------------------- | --------------------- | --------------------- | --------------------- | --------------------- | --------------------- | --------------------- | --------------------- | --------------------- | --------------------- | --------------------- | --------------------- | --------------------- | --------------------- | --------------------- | --------------------- | --------------------- | --------------------- | --------------------- | --------------------- |
| Island | 081                   |                       | –                     | 7                     | 8                     | 12                    | –                     | –                     | 6                     | 5                     | 1                     | –                     | –                     | –                     | 6                     | –                     | 4                     | –                     | 12                    | 1                     | 1                     | 3                     | 3                     | 1                     | –                     | 7                     | 4                     | 16                    |
| Österreich | 101                   | 10                    |                       | –                     | 6                     | –                     | 5                     | 10                    | 5                     | 4                     | 2                     | –                     | 8                     | –                     | 8                     | 8                     | –                     | 2                     | 8                     | –                     | –                     | 4                     | 2                     | 6                     | –                     | 6                     | 7                     | 17                    |
| Irland | 053                   | 2                     | –                     |                       | 5                     | 5                     | –                     | 7                     | 4                     | 7                     | –                     | –                     | –                     | –                     | –                     | 12                    | 1                     | –                     | 6                     | –                     | –                     | 1                     | 1                     | –                     | –                     | –                     | 2                     | 12                    |
| Türkei | 167                   | 3                     | 12                    | –                     |                       | 4                     | 12                    | 8                     | 10                    | 8                     | 10                    | –                     | 3                     | 7                     | 12                    | 7                     | 2                     | 7                     | 10                    | 10                    | 2                     | –                     | 12                    | –                     | 10                    | 8                     | 10                    | 21                    |
| Malta | 004                   | –                     | –                     | 3                     | –                     |                       | –                     | 1                     | –                     | –                     | –                     | –                     | –                     | –                     | –                     | –                     | –                     | –                     | –                     | –                     | –                     | –                     | –                     | –                     | –                     | –                     | –                     | 02                    |
| Bosnien und Herzegowina                                                                                                | 027                   | –                     | 7                     | –                     | 12                    |                       |                       | –                     | 8                     | –                     | –                     | –                     | –                     | –                     | –                     | –                     | –                     | –                     | –                     | –                     | –                     | –                     | –                     | –                     | –                     | –                     | –                     | 03                    |
| Portugal | 013                   | –                     | –                     | 2                     | –                     | –                     | –                     |                       | –                     | –                     | –                     | –                     | 2                     | –                     | –                     | –                     | 3                     | –                     | –                     | 6                     | –                     | –                     | –                     | –                     | –                     | –                     | –                     | 04                    |
| Kroatien | 029                   | –                     | 5                     | 6                     | 3                     | –                     | 6                     | –                     |                       | –                     | –                     | –                     | –                     | –                     | –                     | –                     | –                     | 1                     | –                     | –                     | –                     | –                     | –                     | –                     | –                     | –                     | 8                     | 06                    |
| Zypern | 015                   | –                     | –                     | –                     | –                     | 2                     | –                     | –                     | –                     |                       | –                     | –                     | –                     | 1                     | –                     | –                     | –                     | 12                    | –                     | –                     | –                     | –                     | –                     | –                     | –                     | –                     | –                     | 03                    |
| Deutschland | 053                   | 8                     | 1                     | 4                     | –                     | 3                     | –                     | –                     | –                     | –                     |                       | 7                     | 4                     | –                     | 2                     | 4                     | –                     | –                     | –                     | –                     | 5                     | 2                     | –                     | 2                     | 1                     | 10                    | –                     | 13                    |
| Russland | 164                   | 4                     | 8                     | –                     | 10                    | 1                     | 3                     | 4                     | 12                    | 10                    | 8                     |                       | 6                     | 10                    | 1                     | –                     | 12                    | 10                    | 2                     | 7                     | 4                     | 12                    | 7                     | 12                    | 7                     | 2                     | 12                    | 23                    |
| Spanien | 081                   | 6                     | –                     | –                     | 2                     | –                     | –                     | 12                    | 7                     | 6                     | –                     | 6                     |                       | 12                    | 5                     | –                     | –                     | 5                     | –                     | –                     | –                     | –                     | 10                    | –                     | 5                     | 4                     | 1                     | 13                    |
| Israel | 017                   | –                     | –                     | –                     | –                     | –                     | –                     | –                     | –                     | –                     | –                     | 5                     | 1                     |                       | –                     | –                     | –                     | 3                     | –                     | 8                     | –                     | –                     | –                     | –                     | –                     | –                     | –                     | 04                    |
| Niederlande | 045                   | –                     | –                     | 5                     | –                     | 7                     | 2                     | –                     | –                     | –                     | –                     | 10                    | –                     | 2                     |                       | 1                     | –                     | –                     | 5                     | –                     | –                     | –                     | 8                     | –                     | –                     | 5                     | –                     | 09                    |
| Vereinigtes Königreich                                                                                                 | 000                   | –                     | –                     | –                     | –                     | –                     | –                     | –                     | –                     | –                     | –                     | –                     | –                     | –                     | –                     |                       | –                     | –                     | –                     | –                     | –                     | –                     | –                     | –                     | –                     | –                     | –                     | 0                     |
| Ukraine | 030                   | –                     | –                     | –                     | –                     | –                     | –                     | –                     | –                     | –                     | –                     | 8                     | –                     | 4                     | –                     | –                     |                       | –                     | –                     | –                     | 10                    | 5                     | –                     | 3                     | –                     | –                     | –                     | 05                    |
| Griechenland | 025                   | –                     | –                     | 1                     | 4                     | –                     | –                     | –                     | –                     | 12                    | 5                     | 1                     | –                     | –                     | –                     | –                     | –                     |                       | –                     | –                     | –                     | –                     | –                     | –                     | 2                     | –                     | –                     | 06                    |
| Norwegen | 123                   | 12                    | 2                     | 12                    | –                     | 6                     | –                     | 5                     | –                     | –                     | 7                     | 4                     | –                     | 3                     | 7                     | 6                     | 7                     | –                     |                       | 3                     | 6                     | 7                     | 6                     | 10                    | 3                     | 12                    | 5                     | 19                    |
| Frankreich | 019                   | –                     | –                     | –                     | –                     | –                     | 8                     | 2                     | –                     | –                     | –                     | –                     | –                     | –                     | –                     | –                     | –                     | –                     | –                     |                       | 3                     | –                     | –                     | –                     | 6                     | –                     | –                     | 04                    |
| Polen | 090                   | –                     | 10                    | –                     | –                     | 10                    | –                     | –                     | –                     | –                     | 12                    | –                     | 5                     | –                     | 4                     | 2                     | 8                     | 6                     | 4                     | 5                     |                       | 8                     | 5                     | 4                     | 4                     | 3                     | –                     | 15                    |
| Lettland | 005                   | –                     | –                     | –                     | –                     | –                     | –                     | –                     | –                     | –                     | –                     | –                     | –                     | –                     | –                     | –                     | –                     | –                     | –                     | –                     | –                     |                       | –                     | 5                     | –                     | –                     | –                     | 01                    |
| Belgien | 165                   | 7                     | 4                     | 10                    | 7                     | –                     | 10                    | 6                     | –                     | 3                     | 6                     | 3                     | 12                    | 8                     | 10                    | 5                     | 10                    | 8                     | 3                     | 12                    | 12                    | 10                    |                       | 8                     | 8                     | –                     | 3                     | 22                    |
| Estland | 014                   | 1                     | –                     | 8                     | –                     | –                     | –                     | –                     | –                     | –                     | –                     | 2                     | –                     | –                     | –                     | 3                     | –                     | –                     | –                     | –                     | –                     | –                     | –                     |                       | –                     | –                     | –                     | 04                    |
| Rumänien | 073                   | –                     | 6                     | –                     | 1                     | –                     | 7                     | –                     | 1                     | 2                     | 4                     | 12                    | 10                    | 6                     | –                     | –                     | 6                     | 4                     | 1                     | 4                     | 8                     | –                     | –                     | –                     |                       | 1                     | –                     | 15                    |
| Schweden | 107                   | 5                     | 3                     | –                     | –                     | 8                     | 1                     | 3                     | 2                     | 1                     | 3                     | –                     | 7                     | 5                     | 3                     | 10                    | 5                     | –                     | 7                     | 2                     | 7                     | 6                     | 4                     | 7                     | 12                    |                       | 6                     | 21                    |
| Slowenien | 007                   | –                     | –                     | –                     | –                     | –                     | 4                     | –                     | 3                     | –                     | –                     | –                     | –                     | –                     | –                     | –                     | –                     | –                     | –                     | –                     | –                     | –                     | –                     | –                     | –                     | –                     |                       | 02                    |
| Die Tabelle ist senkrecht nach der Auftrittsreihenfolge geordnet, waagerecht nach der chronologischen Punkteverlesung. |                       |                       |                       |                       |                       |                       |                       |                       |                       |                       |                       |                       |                       |                       |                       |                       |                       |                       |                       |                       |                       |                       |                       |                       |                       |                       |                       |                       |

### Statistik der Zwölf-Punkte-Vergabe
| Anzahl | Land                    | erhalten von                                              |
| ------ | ----------------------- | --------------------------------------------------------- |
| 5      | Russland                | Estland, Kroatien, Lettland, Slowenien, Ukraine           |
| 4      | Türkei                  | Belgien, Bosnien und Herzegowina, Niederlande, Österreich |
| 3      | Belgien                 | Frankreich, Polen, Spanien                                |
| 3      | Norwegen                | Irland, Island, Schweden                                  |
| 2      | Island                  | Malta, Norwegen                                           |
| 2      | Spanien                 | Israel, Portugal                                          |
| 1      | Bosnien und Herzegowina | Türkei                                                    |
| 1      | Griechenland            | Zypern                                                    |
| 1      | Irland                  | Vereinigtes Königreich                                    |
| 1      | Polen                   | Deutschland                                               |
| 1      | Rumänien                | Russland                                                  |
| 1      | Schweden                | Rumänien                                                  |
| 1      | Zypern                  | Griechenland                                              |

### Punktesprecher
| Nr. | Land                    | Punktesprecher       | Anmerkungen                                                       |
| --- | ----------------------- | -------------------- | ----------------------------------------------------------------- |
| 01  | Island                  | Eva Maria Jónsdóttir | Punktesprecherin 2001                                             |
| 02  | Österreich              | Dodo Roscic          | Punktesprecherin 1999, 2000 und 2002                              |
| 03  | Irland                  | Pamela Flood         | –                                                                 |
| 04  | Türkei                  | Meltem Ersan Yazgan  | Punktesprecherin 2001 und 2002                                    |
| 05  | Malta                   | Sharon Borg          | –                                                                 |
| 06  | Bosnien und Herzegowina | Ana Vilenica         | –                                                                 |
| 07  | Portugal                | Helena Ramos         | –                                                                 |
| 08  | Kroatien                | Davor Meštrović      | Punktesprecher 1997 und 1998                                      |
| 09  | Zypern                  | Loukas Hamatsos      | Punktesprecher 2000                                               |
| 10  | Deutschland             | Axel Bulthaupt       | Punktesprecher 2000 bis 2002, Moderator Countdown Grand Prix 2003 |
| 11  | Russland                | Yana Churikova       | –                                                                 |
| 12  | Spanien                 | Anne Igartiburu      | Punktesprecherin 2002                                             |
| 13  | Israel                  | Michal Zo'aretz      | Punktesprecherin 2002                                             |
| 14  | Niederlande             | Marlayne             | Teilnehmerin 1999, Punktesprecherin 2000 und 2001                 |
| 15  | Vereinigtes Königreich  | Lorraine Kelly       | –                                                                 |
| 16  | Ukraine                 | Lyudmyla Hariv       | –                                                                 |
| 17  | Griechenland            | Alexis Kostalas      | Punktesprecher 1998, 2001 und 2002                                |
| 18  | Norwegen                | Roald Øyen           | Punktesprecher 2001                                               |
| 19  | Frankreich              | Sandrine François    | Teilnehmerin 2002                                                 |
| 20  | Polen                   | Maciej Orłoś         | Punktesprecher 2001                                               |
| 21  | Lettland                | Ģirts Līcis          | –                                                                 |
| 22  | Belgien                 | Corinne Boulangier   | –                                                                 |
| 23  | Estland                 | Ines                 | Teilnehmerin 2000                                                 |
| 24  | Rumänien                | Leonard Miron        | Punktesprecher 2002                                               |
| 25  | Schweden                | Kattis Ahlström      | Moderatorin 2000                                                  |
| 26  | Slowenien               | Peter Poles          | –                                                                 |

## Marcel-Bezençon-Preis
Der Song Contest 2003 war das letzte Mal, dass der Fan-Preis verliehen wurde. Die Preisträger des Marcel-Bezençon-Preises waren:
- Presse-Preis für den besten Song:  Türkei – Everyway That I Can – Sertab Erener
- Künstler-Preis für den besten Interpreten:  Niederlande – Esther Hart – One More Night
- Fan-Preis:  Spanien – Dime – Beth

## Übertragung

### Fernsehübertragung
| Land                     | Sender      | Kommentar                           |
| ------------------------ | ----------- | ----------------------------------- |
| Teilnehmerländer         |             |                                     |
| Belgien                  | La Une      | Jean-Pierre Hautier                 |
| Belgien                  | VRT 1       | André Vermeulen & Anja Daems        |
| Bosnien und Herzegowina  | FTV1        | Dejan Kukrić                        |
| Deutschland              | Das Erste   | Peter Urban                         |
| Estland                  | ETV         | Marko Reikop                        |
| Frankreich               | France 3    | Laurent Ruquier & Isabelle Mergault |
| Griechenland             | ERT         | Dafni Bokota                        |
| Irland                   | RTÉ One     | Marty Whelan & Phil Coulter         |
| Island                   | Sjónvarpið  | Gísli Marteinn Baldursson           |
| Israel                   | Channel 1   |                                     |
| Kroatien                 | HRT1        | Daniela Trbović                     |
| Lettland                 | LTV         | Kārlis Streips                      |
| Malta                    | TVM         | John Bundy                          |
| Niederlande              | NPO 2       | Willem van Beusekom                 |
| Norwegen                 | NRK1        | Jostein Pedersen                    |
| Österreich               | ORF 1       | Andi Knoll                          |
| Polen                    | TVP1        | Artur Orzech                        |
| Portugal                 | RTP1        | Margarida Mercês de Mello           |
| Rumänien                 | TVR 1       |                                     |
| Russland                 | Channel One | Yuriy Aksyuta & Yelena Batinova     |
| Schweden                 | SVT 1       | Pekka Heino                         |
| Slowenien                | SLO 1       | Andrea F                            |
| Spanien                  | La 1        | José Luis Uribarri                  |
| Türkei                   | TRT 1       | Bülend Özveren                      |
| Ukraine                  | UA:Perschyj | Pavlo Shylko & Dmytro Kryzhanivskyi |
| Vereinigtes Königreich   | BBC One     | Terry Wogan                         |
| Zypern                   | RIK 2       | Evi Papamichael                     |
| Nichtteilnehmende Länder |             |                                     |
| Andorra                  | ATV         | Meri Picart & Albert Roig           |
| Australien               | SBS TV      | Des Mangan                          |
| Belarus                  | Belarus-1   | Ales Kruglyakov & Tatyana Yakusheva |
| Dänemark                 | DR1         | Jørgen de Mylius                    |
| Finnland                 | Yle TV1     | Maria Guzenina & Asko Murtomäki     |
| Finnland                 | Yle FST     | Thomas Lundin                       |
| Italien                  | GAY.tv      | Fabio Canino & Paolo Quilici        |
| Litauen                  | LRT         | Darius Užkuraitis                   |
| Mazedonien               | MRT         |                                     |
| Schweiz                  | SRF zwei    | Roman Kilchsperger                  |
| Schweiz                  | TSR 1       | Jean-Marc Richard & Alain Morisod   |
| Schweiz                  | TSI 1       | Daniele Rauseo                      |
| Serbien und Montenegro   | RTS 2       |                                     |